# Follafoss
Follafoss este o localitate din comuna Verran, provincia Nord-Trøndelag, Norvegia, cu o suprafață de 0,68 km² și o populație de 414 locuitori (2013).